# Ґеорґ фон Метакса
Ґеорґ фон Метакса (нім. Georg von Metaxa; 7 жовтня 1914 — 1 квітня 1945) — колишній австрійський тенісист.
Найвищим досягненням на турнірах Великого шолома був фінал в парному розряді.

## Фінали турнірів Великого шолома

### Парний розряд (1 поразка)
| Результат | Рік  | Турнір               | Покриття | Партнер        | Суперники          | Рахунок            |
| --------- | ---- | -------------------- | -------- | -------------- | ------------------ | ------------------ |
| Поразка   | 1938 | Вімблдонський турнір | Трава    | Геннер Генкель | Дон Бадж Джин Мако | 4–6, 6–3, 3–6, 6–8 |